# 오사마리
오사마리는 대한민국의 힙합 크루다. 2016년 싱글 [왔다 (Comin' At Ya)]로 데뷔했다.

## 방송
- 사인히어 - Top6(6위)